# 여수의 사랑
《여수의 사랑》(麗水의 사랑)는 한강이 집필한 대한민국의 소설 작품이다.  젊은 영혼들의 삶의 존재론적 우수를 묘사하는 작품으로 가난과 죽음으로 인해 뿌리뽑힌 가정에서 고달픈 삶을 살아가는 이들의 모습을 그리고 있다

## 줄거리

### 여수의 사랑
고향 여수에 트라우마가 있어 마음의 병을 앓고 있는 ‘정선’과 고향이 어디인지 모르지만 여수가 고향이라고 믿는 ‘자흔’의 이야기를 그리고 있다

### 질주
동생의 죽음을 목격한 주인공 인규에 대한 이야기이다.

### 야간 열차
식물인간이 된 쌍둥이 동생의 삶까지 살아내야 하는 주인공 동걸에 대한 이야기이다. 

### 진달래 능선
백치 같은 여동생을 버리고 고향에서 도망친 주인공 정환에 대한 이야기이다

### 어둠의 사육제
집과 고향을 버리고 고아처럼 떠돌며 자신을 찾으려 애쓰는 주인공 영진과 인숙의 이야기이다

### 붉은 닻
한강현이라는 필명으로 1994년 서울신문 신춘문예 출품하여
소설 당선작으로 선정되어 1994년 1월 4일에 게재되었으며 아버지의 죽음과 이로 인해 남겨진 어머니와 동식과 동영 형제의 상실과 고통을 그린 작품이다 술에 의지해 살다가 죽은 아버지의 환영을 보는 주인공 ‘동식’과 그 가족의 처연한 일상을 그리고 있다
심사위원들은 이 작품에 대해 "매우 서정적인 작품이어서 육체적인 병과 마음의 병을 앓아 온 형과 동생과 그들 간의 미묘한 갈등, 사라진 남편 대신 그들을 기다리는 어머니의 안쓰러운 모습이 섬세한 문장 속에 깊이 박혀 잔잔한 긴장과 화해의 밝은 전망을 유발시킨다."라는 평을 남겼다

## 참고문헌
1. ↑  <문학> 여성작가들 소설 쏟아져나와, 연합뉴스, 1995.07.28.
2. ↑  노규엽, 한강 '여수의 사랑'과 푸른 바다의 낭만, 여행스케치, 2016.08.13
3. ↑  김용출, 고전적 서사와 진중한 문장…“시작부터 동세대 작가와 달랐다”, 세계일보, 2024-10-18
4. ↑  조종엽, 한강과 진눈깨비, 동아일보, 2016-05-24
5. ↑  김규환, 작가에게 들어본 신춘문예 ‘오해와 진실’, 서울신문, 2007-12-01
6. ↑  김용출, “아득한 밤을 지나서”… ‘작가 한강’의 탄생, 세계일보, 2024-10-16
7. ↑  오경진, “사위어가는 황혼을 보고 있어”… 스물넷, 인간탐구가 시작됐다, 서울신문, 2024-10-20
8. ↑  이슬기, 5년 전 스웨덴에서 목격한 것... 한강의 진심을 보았다, 오마이뉴스, 2024.10.17